# Hallgrímskirkja
Hallgrímskirkja ( PRONÚNCIA), ou Igreja de Hallgrímur, é uma igreja luterana da Igreja Nacional da Islândia, localizada em Reykjavík, capital da Islândia. Tem 74,5 metros (244 pés) de altura, e é a maior igreja na Islândia, e a sexta estrutura mais alta do país. Foi inaugurada em 1986. 
O seu desenho foi projetado para simbolizar montanhas e glaciares crescendo pelas colunas hexagonais de basalto. Em suas partes mais altas, acima do seu campanário, oferece vistas esplêndidas da cidade